# Maria Julia Rybak
Maria Julia Rybak z domu Nizińska (również Maria Rybakowa) (ur. 2 kwietnia 1924 w Krakowie, zm. 13 stycznia 2020) – polska endokrynolog, profesor doktor habilitowany nauk medycznych, autorka podręczników akademickich.

## Życiorys
Studiowała na Wydziale Lekarskim Uniwersytetu Jagiellońskiego, naukę na którym ukończyła w 1950. Obroniła pracę doktorską, następnie uzyskała stopień doktora habilitowanego.  W 1980 otrzymała nominację profesorską.
W latach 1984–1994 piastowała funkcję kierownika Kliniki Endokrynologii Dzieci i Młodzieży Instytutu Pediatrii AM w Krakowie oraz była przewodniczącą Komisji Endokrynologii Rozwojowej, a także Komitetu Rozwoju Człowieka Polskiej Akademii Nauk.

## Wyróżnienia i odznaczenia
- Tytuł Medicus Nobilis, przyznany przez Polskie Towarzystwo Lekarskie[5]
- 2014: Medal TLK Medicus Laureatus[5]
- 2014: Medal Honoris Gratia[5]
- Krzyż Kawalerski Orderu Odrodzenia Polski;
- Medal Komisji Edukacji Narodowej;
- Złoty Krzyż Zasługi.